# Myrceugenia colchaguensis
Myrceugenia colchaguensis är en myrtenväxtart som först beskrevs av Rodolfo Amando Philippi, och fick sitt nu gällande namn av Navas. Myrceugenia colchaguensis ingår i släktet Myrceugenia och familjen myrtenväxter. Inga underarter finns listade i Catalogue of Life.